# Paramahansa Yogananda
"You are walking on the earth as in a dream. Our world is a dream within a dream; you must realize that to find God is the only goal, the only purpose, for which you are here. For Him alone you exist. Him you must find." – from the book The Divine Romance
  Paramahansa Yogananda    (Gorakhpur, 5 de gener de 1893 - Los Angeles, 7 de març de 1952) de naixement Mukunda Lal Ghosh, fou un monjo indi, iogui i guru que va introduir milions de persones en els ensenyaments de meditació i Kriya Ioga a través de la seva organització Self-Realization Fellowship (SRF) / Yogoda Satsanga Society (YSS) d'Índia. Va ser un dels principals deixebles del guru i iogui bengalí Swami Sri Yukteswar Giri. Fou enviat pel seu llinatge a difondre els ensenyaments de ioga cap al món occidental, per demostrar la unitat entre les religions orientals i occidentals, i per predicar un equilibri entre el creixement material d'Occident i l'espiritualitat Índia. La seva influència permanent en el moviment del ioga americà, i especialment a la cultura de ioga de Los Angeles, va fer que fos considerat pels experts de ioga com el "Pare del Ioga a Occident."
Yogananda fou el primer mestre indi important en establir-se als Estats Units, i el primer indi prominent a ser rebut a la Casa Blanca (pel president Calvin Coolidge l'any 1927); fou anomenat "la primera superestrella gurú del segle XX" pel Los Angeles Times. Després d'arribar a Boston l'any 1920, va embarcar en un exitosa gira transcontinental de discursos abans d'establir-se a Los Angeles l'any 1925. Durant aproximadament 25 anys, va obtenir fama local, i també va expandir la seva influència a tot el món: va crear un orde monàstic, va marxar en gires per difondre les seves ensenyances, va comprar propietats per a la seva organització en diversos llocs de Califòrnia, i va iniciar milers de persones en el Kriya Ioga. A l'any 1952, la SRF tenia més de 100 centres en l'Índia i els Estats Units; actualment tenen grups a gairebé tota ciutat americana important. El seu principis de "pensament de vida senzill i alt" van atreure persones de tots rerefons culturals.
Va publicar la seva Autobiografia d'un Iogui l'any 1946, amb un èxit de crítica i comercial; des de la seva primera publicació, ha venut més de quatre milions de còpies, cosa que el situa entre un dels "100 llibres espirituals més venuts del segle XX". El president d'Apple Steve Jobs va encarregar 500 còpies del llibre per al seu propi funeral, una per a cada convidat. El llibre s'ha estat reimprès de manera regular i es coneix com "el llibre que va canviar les vides de milions." L'any 2014 es va estrenar un documental, "Awake: The Life of Yogananda", que va guanyar múltiples premis en festivals de cinema d'arreu del món.

## Biografia

### Joventut i aprenentatge

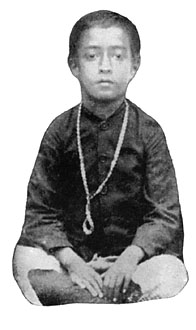
Yogananda quan tenia 6 anys

Yogananda va néixer a Gorakhpur, Uttar Pradesh, Índia, en el si d'una devota família hindú. Segons el seu germà menor, Sananda, la consciència i l'experiència del món espiritual que tenia el jove Mukunda estava més enllà de la normalitat. El seu pare, Bhagabati Charan Ghosh, era un Vicepresident del Ferrocarril Bengal-Nagpur; la naturalesa viatjera de la seva feina va fer traslladar tota la seva família a diverses ciutats durant la infantesa de Yogananda, incloent Lahore, Bareilly, i Kolkata. El seu pare va costejar molts dels viatges de pelegrinatge i visites del jove Yogananda cap a ciutats distants, que sovint realitzava acompanyat dels seus amics. En la seva joventut va buscar molts dels savis i sants hindús de l'Índia, com Soham "Tiger" Swami, Gandha Baba i Mahendranath Gupta, esperant trobar un mestre il·luminat pe guiar-lo en la seva recerca espiritual.

Després d'acabar l'institut, Yogananda va marxar formalment de casa deixada i va unir-se a una ermita Mahamanda en Benarés; tanmateix, aviat es va disgustar amb la insistència de l'ermita en què fes feines organitzatives en comptes de meditació i recerca en la percepció de Déu. Va començar a resar pel seu mentoratge; l'any 1910, la seva recerca després de diversos mestres va finalitzar quan, amb 17 anys, va conèixer el seu guru, Swami Sri Yukteswar Giri. En la seva autobiografia, descriu la seva primera reunió amb Sri Yukteswar com el revifament d'una relació que s'havia prolongat durant moltes vides:
"Vam entrar en una unitat de silenci; les paraules semblaven d'allò més supèrflues. L'eloqüència fluïa en un cant silenciós des del cor del mestre fins al deixeble. Amb una antena d'una comprensió irrefutable, vaig notar que el meu guru coneixia Déu, i em dirigiria a Ell. La foscor d'aquesta vida va desaparèixer en una fràgil aurora de records prenatals. Temps dramàtic! Passat, present i futur són les seves escenes cícliques. Aquest no va ser el primer sol que em va trobar en aquests peus sagrats!"
Va continuar la seva formació com a deixeble de Sri Yukteswar els següents deu anys (1910-1920), a les seves ermites de Serampore i Puri. Més tard, Sri Yukteswar va informar Yogananda que li havia estat enviat pel gran guru del seu llinatge Mahavatar Babaji, per tal que complís un propòsit mundial especial de difusió del ioga.
Després de superar el seu Examen Intermedi en Arts de la Universitat d'Església Escocesa de Calcutta el juny de 1915, es va graduar amb un títol similar a l'actual graduat en Art de la Universitat de Serampore. Yogananda va poder passar un temps a l'àixram de Serampore. L'any 1915 va ingressar formalment en l'orde monàstic swami i es va convertir en Swami Yogananda Giri. El 1917, Yogananda va fundar una escola per a nois a Dihika, Bengala Occidental, que combinava tècniques educatives modernes amb formació en ioga i ideals espirituals. Un any més tard, l'escola es va traslladar a Ranchi. Una de les primeres promocions de l'escola comptava amb el seu germà més jove, Bishnu Charan Ghosh, qui va aprendre ioga asana, i al seu torn va ensenyar asana a Bikram Choudhury. Més endavant, aquesta escola es va convertir en la Societat Yogoda Satsanga de l'Índia, la branca índia de l'Organització Americana de Yogananda, la Self-Realization Fellowship.

### Ensenyances als Estats Units

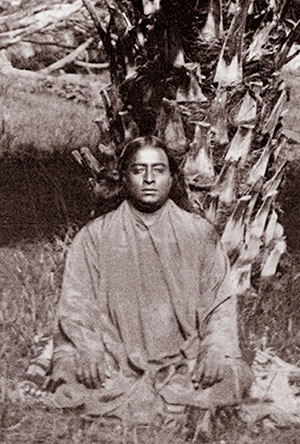
Meditant en una imatge de l'any 1910

L'any 1920, Yogananda va anar als Estats Units a bord del vaixell City of Sparta, com a delegat de l'Índia en un Congrés Internacional de Liberals Religiosos a Boston. Aquell mateix any va fundar la Self-Realization Fellowship (SRF) per difundir arreu els seus ensenyaments sobre la filosofia i les pràctiques antigues de l'Índia en el ioga i la seva tradició de meditació. Durant els següents anys, va pronunciar conferències i va exercir de professor en la costa est dels EUA i el 1924 es va embarcar en una gira de conferències per tot el país, on va tenir una audiència de miles de persones. Durant aquest temps va atreure nombrosos seguidors famosos, com la soprano Amelita Galli-Curci, el tenor Vladímir Rózing i Clara Gabrilowitsch, la filla de Mark Twain. L'any següent va fundar un centre internacional de la Self-Realization Fellowship a Los Angeles, Califòrnia, que es va convertir en el cor espiritual i administratiu de la seva obra d'expansió. Yogananda fou el primer mestre de ioga hindú en passar una part important de la seva vida als EUA; va viure en els Estats Units en el període que va de 1920 a 1952, interromput per un llarg viatge a l'estranger entre 1935 i 1936, i a través dels seus deixebles va desenvolupar diversos centres de kriya ioga arreu del món.
Yogananda fou inclòs en una llista de vigilància per l'FBI i les autoritats britàniques, que estaven preocupades sobre el creixent moviment independentista a l'Índia. Es va obrir un arxiu confidencial sobre Yogananda entre 1926 i 1937 a causa de la preocupació que les autoritats tenien sobre les seves pràctiques religioses i morals.

### Visita a l'Índia, 1935-1936
L'any 1935 va tornar a l'Índia en un transatlàntic, juntament amb dos dels seus estudiants occidentals, per visitar el seu guru Sri Yukteswar Giri i per ajudar a establir la seva obra de Yogoda Satsanga a l'Índia. Mentre estava en ruta, el seu vaixell es va desviar cap a Europa i l'Orient Mitjà; va visitar altres sants occidentals vius com Therese Neumann, els estigmes catòlics de Konnersreuth (Baviera), i altres llocs d'importància espiritual: Assisi (Itàlia) en honor de Sant Francesc, el temples atenencs Grècia i la cel·la on estava pres Sòcrates, la Terra Sagrada de Palestina i les regions del Ministeri de Jesús, i El Caire (Egipte) per poder veure les Piràmides.
L'agost de 1935 va arribar al port de Bombai. A causa de la seva fama als EUA, fou rebut per molts fotògrafs i periodistes durant la seva curta estada al Taj Mahal Hotel. En agafar un tren en direcció cap a l'est i arribar a l'estació de Howrah prop de Calcuta, va ser rebut per una multitud enorme i un processó cerimoniosa dirigida pel seu germà, Bishnu Charan Ghosh, i el Maharajà de Kasimbazar. Quan va visitar Serampore, va tenir un retrobament emocional amb el seu guru Sri Yukteswar, acompanyat pel seu estudiant occidental C. Richard Wright. Durant la seva estada a l'Índia, va veure com s'incorporava legalment la seva escola per a nens de Ranchi, i va lider un grup per anar de viatge amb la finalitat de visitar diversos llocs: el Taj Mahal d'Agra, el Temple Chamundeshwari de Mysore, la ciutat d'Allahabad pel pelegrinatge del Kumbh Mela el gener de 1936, i Vrindavan per visitar un deixeble de Lahiri Mahasaya, Swami Keshabananda.
També va conèixer altres persones que van captar el seu interès: Mahatma Gandhi, qui el va iniciar al Kriya Ioga; la santa Anandamoyi Ma; Giri Bala, una iogui anciana que va sobreviure sense menjar; el famós físic Chandrasekhara Venkata Raman, i diversos deixebles de Lahiri Mahasaya, gurú de Sri Yukteswar. Mentre estava a l'Índia, Sri Yukteswar va donar Yogananda el títol monàstic de Paramahansa, que significa "cigne suprem", i indicant així l'assoliment espiritual més alt, el qual formalment superava el seu títol anterior de "swami." El març de 1936, quan Yogananda va tornar a Calcutta després de visitar Brindaban, Sri Yukteswar va traspassar (o, en la tradició del ioga, va assolir el mahasamadhi) a la seva ermita de Puri. Després d'oficiar els ritus funeraris del seu gurú, Yogananda va continuar impartint ensenyances, concedint entrevistes, i trobant-se amb amics, abans de planificar el seu retorn als EUA a mitjans de 1936.
Segons la seva autobiografia, el juny de 1936, després de tenir una visió de Krishna, va tenir un encontre sobrenatural amb l'Esperit ressuscitat del seu gurú Sri Yukteswar mentre estava en una habitació a l'Hotel Regent de Mumbai. Durant l'experiència, en la qual Yogananda va poder tocar i abraçar el seu gurú en forma materialitzada, Sri Yukteswar va explicar que ell ara servia com a guia espiritual en un alt planeta astral, i va revelar veritats amb gran detall sobre: el reialme astral, els planetes astrals i la vida després de la mort; els estils de vida, capacitats i els diferents nivells de llibertat dels éssers astrals; els treballs del karma; els diferents cossos suprafísics de l'home, i altres temes metafísics. Amb aquesta saviesa nova, i renovat per aquest encontre, Yogananda i els seus dos estudiants occidentals van deixar l'Índia per mar des de Mumbai; després d'una estança a Anglaterra de diverses setmanes, van impartir diverses classes de ioga a Londres i van visitar-hi llocs històrics abans de partir cap als EUA l'octubre de 1936.

### Retorn als Estats Units, 1936
A finals de 1936, el vaixell de Yogananda va arribar al port de Nova York, després de sobrepassar l'estàtua de la Llibertat; ell i els seus companys de viatge van travessar els EUA en un Ford de camí a la seva base de Mount Washington. Califòrnia. Un cop es va retrobar amb els seus deixebles estatunidencs, Yogananda va continuar amb els seus discursos, escrivint i fundant esglésies en el sud de Califòrnia. Va passar una temporada a l'ermita de la Self-Realization Fellowship a la localitat d'Encinitas, cosa que va suposar una sorpresa del seu deixeble Rajarsi Janakananda. Fou durant aquesta estada que Yogananda va escriure la seva famosa Autobiografia d'un Iogui i altres llibres. En aquesta etapa també va crear una "fundació duradora per l'obra espiritual i humanitària de la Self-Realization Fellowship/Yogoda Satsanga Society de l'Índia".

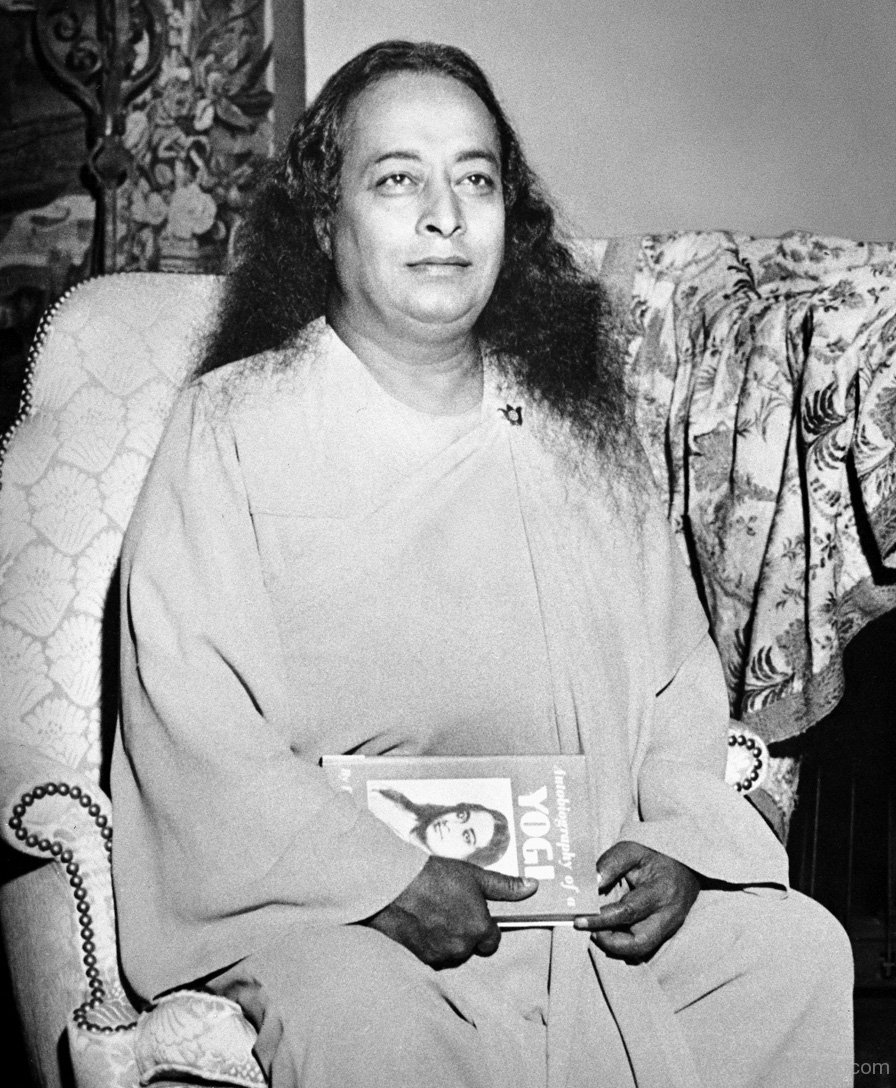
Yogananda (1950)

L'any 1946 Yogananda va aprofitar un canvi en les lleis d'immigració i va sol·licitar la ciutadania estatunidenca. La seva sol·licitud va ser aprovada el 1949 i es va convertir en un ciutadà naturalitzat dels EUA.
Els últims quatre anys de la seva vida van transcórrer principalment en reclusió amb alguns deixebles del seu cercle més íntim al seu àixram desert de Twentynine Palms, Califòrnia, per acabar els seus escrits i per acabar de revisar llibres, articles i discursos escrits en els anys anteriors. Durant aquest període va concedir poques entrevistes i conferències públiques. Va dir els seus deixebles propers: "puc fer molt més ara per arribar a d'altres amb el meu bolígraf."

### Mort
Durant els últims dies de la seva vida, Yogananda va començar a informar als seus deixebles que havia arribat l'hora que d'abandonar aquest món.
El 7 de març de 1952, va assistir a un sopar en honor de l'Ambaixador indi als EUA, Binay Ranjan Sen, i la seva muller al Biltmore Hotel de Los Angeles. Quan va finalitzar el sopar, Yogananda va parlar de l'Índia i d'Amèrica, de les seves contribucions a la pau mundial i el progrés humà, i la seva futura cooperació, expressant la seva esperança en un "Món Unit" que combinaria les qualitats millors d'una "Amèrica eficaç" i una "Índia espiritual." Segons un testimoni (Daya Mata, un deixeble directe de Yogananda, que fou el cap de la Self-Realization Fellowship entre 1955 i 2010), quan Yogananda va acabar el seu discurs, va llegir del seu poema My India, concloent amb les paraules "Allà on el Ganges, el bosc, les coves de l'Himàlaia i els homes somiïn amb Déu — sóc santificat; el meu ha tocat aquella terra." "Mentre pronunciava aquestes paraules, va elevar els seus ulls centre del Kutastha (l'Ajna Chakra o "ull espiritual"), i el seu cos es va desplomar al terra." Alguns seguidors i altres persones afirmen que va entrar en l'estat de mahasamadhi. La causa oficial de la mort fou una fallada cardíaca.
Els oficis fúnebres per Yogananda, amb l'assistència de centenars de persones, es va celebrar a la seu de la SRF, a la cima del Mt. Washington de Los Angeles. Rajarsi Janakananda, el nou president de la Self-Realization Fellowship, "va celebrar un ritual sagrat que allibera el cos a Déu." Les restes de Yogananda estan enterrades al Forest Lawn Memoral Park del Gran Mausoleu (normalment tancat fora a visitants, però es pot accedir a la tomba de Yogananda) de Glendale (Califòrnia).

## Ensenyances

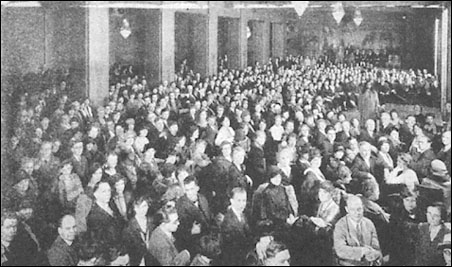
Impartint una classe a Washington. D.C.

El 1917 a l'Índia Yogananda "va començar l'obra de la seva vida amb la fundació d'una escola per a nois per ensenyar 'com viure', on els mètodes educatius moderns es cobinaven amb formació en ioga i instrucció en ideals espirituals." El 1920 "fou convidat per ser el delegat d'Índia en un Congrés Internacional de Religiosos Liberals celebrat a Boston. El seu discurs al Congrés, sobre 'La Ciència de la Religió,' es va rebre amb entusiasme." Durant els anys següents, va pronunciar discursos i va ensenyar arreu dels Estats Units. Els seus discursos parlaven de la "unitat de 'les ensenyances originals de Jesucrist i el ioga original ensenyada per Bhagavan Krishna.'"
El 1920 va fundar la Self-Realization Fellowship, i el 1925 va establir a Los Angeles, Califòrnia, EUA, la seva seu internacional.
Yogananda va escriure els llibres Second Coming of Christ: The Resurrection of the Christ Within You i God Talks With Arjuna – The Bhagavad Gita per revelar el que afirmava que era l'harmonia completa i la unitat bàsica del cristianisme original tal com va ser ensenyat per Jesucrist amb el ioga original ensenyat per Bhagavan Krishna; i per presentar que aquests principis de la veritat són la fundació científica comuna de totes les religions vertaderes.

Yogananda va escriure els seus Aims and Ideals for Self-Realization Fellowship /Yogoda Satsanga Society (Objectius i Ideals de la Self-Realization Fellowship / societat Yogoda Satsanga):

- Divulgar entre les nacions un coneixement de tècniques científiques definitives per assolir l'experiència personal directa de Déu.
- Ensenyar que el propòsit de vida és l'evolució, a través de l'esforç propi, de la consciència mortal limitada de l'home fins a la Consciència de Déu; i amb aquesta finalitat, fundar temples de la Self-Realization Fellowship per a la comunió amb Déu arreu del món, i animar a la fundació de temples individuals de Déu en les cases i en els cors dels homes.
- Revelar l'harmonia completa i la unitat bàsica del cristianisme original tal com fou ensenyat per Jesucrist amb el ioga original tal com fou ensenyat per Bhagavan Krishna; i mostrar que aquests principis de la veritat són la fundació científica comuna de totes les religions vertaderes.
- Ressaltar el camí diví al qual condueixen eventualment tots els camins de les creences religioses vertaderes: el camí d'una meditació sobre Déu devota, científica i diària.
- Alliberar l'home del seu triple patiment triple: la malaltia física, la falta d'harmonia mental i la ignorància espiritual.
- Encoratjar “una vida simple i un pensament alt”; i difondre un esperit de fraternitat entre tots els pobles per ensenyar la base eterna de la seva unitat: la semblança amb Déu.
- Demostrar la superioritat de la ment per damunt del cos, i de l'ànima per sobre de la ment.
- Vèncer el mal mitjançant la bondat, la preocupació mitjançant l'alegria, la crueltat mitjançant la bondat, i la ignorància mitjançant la saviesa.
- Unir ciència i religió a través de la realització de la unitat dels seus principis subjacents.
- Defensar la comprensió cultural i espiritual entre Est i Oest, i el mutu intercanvi de les seves millors característiques distintives.
- Servir a la humanitat com el Jo més elevat d'un mateix.

En la seva obra publicada, Les Lliçons de la Self-Realization Fellowship, Yogananda dona "la seva instrucció en detall sobre la pràctica de la ciència de ioga més alta per copsar la comprensió sobre Déu. Aquella ciència antiga està encarnada en els principis específics i les tècniques de meditació de Kriya Ioga." Yogananda va ensenyar als seus estudiants la necessitat d'experimentar directament la veritat, com a principi oposat a la creença cega. Deia que "La base real de la religió no és la creença, sinó experiència intuïtiva. La intuïció és el poder de l'ànima per conèixer Déu. Per saber de què tracta realment una religió, s'ha de conèixer Déu."
Parafrasejant les ensenyances tradicionals de l'hinduisme, ensenyava que l'univers sencer és la pel·lícula còsmica de Déu, i que els individus en som merament actors en el joc diví que canvien els seus rols a través de la reencarnació. Ensenyava que el sofriment profund de la humanitat està arrelat en identificar-se massa amb el rol actual de cadascú, més que amb el director de la pel·lícula, o Déu.

Va ensenyar Kriya Ioga i altres pràctiques de meditació per ajudar que les persones assolissin aquella comprensió, la qual cosa anomenava Self-realization (autoconsciència):
L'autoconsciència és conèixer – en cos, ment, i ànima – que som un amb l'omnipresència de Déu; que no hem de pregar per tal que ens vingui, que no sempre hi som a prop, però que l'omnipresència de Déu és la nostra omnipresència; i que ara som només tan una part d'Ell, igual que sempre ho serem. Tot el que hem de fer és millorar el nostre coneixement.

## Kriya Ioga
La "ciència" de Kriya Ioga és el fonament de les ensenyances de Yogananda. Una pràctica espiritual antiga, Kriya Ioga és "la unió (ioga) amb l'Infinit a través d'una acció segura o ritus (kriya). L'arrel sànscrita de kriya és kri, que vol dir fer, actuar i reaccionar." Kriya Ioga es va transmetre a través del llinatge espiritual de Yogananda: Mahavatar Babaji va ensenyar la tècnica Kriya a Lahiri Mahasaya, el qual el va ensenyar al seu deixeble, Swami Sri Yukteswar Giri, gurú de Yogananda.

Yogananda Va donar una descripció general de Kriya Ioga en la seva Autobiografia:
"El Kriya iogui mentalment dirigeix la seva energia de vida a circular, a dalt i a baix, al voltant dels sis centres espinals (plexes medul·lar, cervical, dorsal, lumbar, sacre, i coccigeal) que corresponen al dotze signes del zodíac, l'Home Còsmic simbòlic. Una circulació d'energia de mig minut al voltant del cordó espinal sensible de l'home provoca un progrés subtil en la seva evolució; aquell mig minut de Kriya equival a un any de revelació natural espiritual".
Sri Mrinalini Mata, antic president de la SRF/YSS, afirmà que "el Kriya Ioga és tan eficaç, tan complet, perquè fa que l'amor de Déu – el poder universal a través del qual Déu porta totes les ànimes a reunir-se amb Ell – estigui present en la vida del devot."
Yogananda va escriure a Autobiografia d'un Iogui que la "tècnica real hauria de ser apresa d'un Kriyaban (Kriya Iogui) autoritzat de la Self-Realization Fellowship / Societat Yogoda Satsanga de l'Índia."

## Autobiografia d'un Iogui

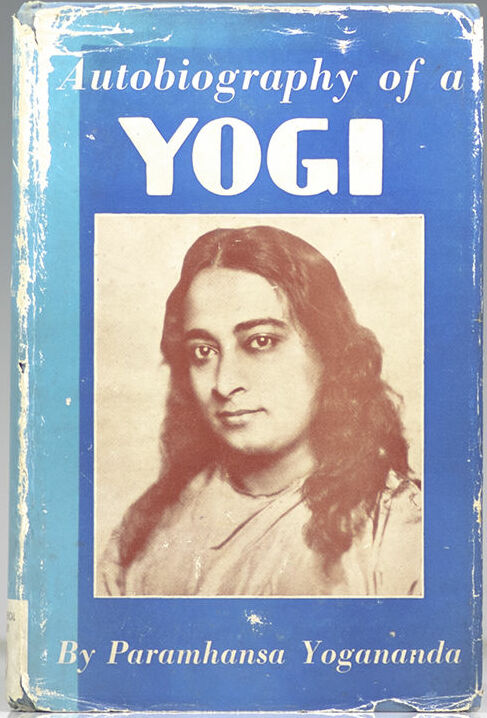
Primera edició d'Autobiografia d'un Iogui

L'any 1946, Yogananda va publicar la història de la seva vida, Autobiografia d'un Iogui. De llavors ençà ha estat traduït a 45 llengües. El 1999 fou designat un dels "100 Llibres Espirituals Més Importants del segle xx" per un jurat d'autors espirituals convocat pels editors Philip Zaleski i HarperCollins. Autobiografia d'un Iogui és el més conegut dels llibres de Yogananda. Segons Philip Goldberg, autor d'American Veda, "la Self-Realization Fellowship que representa el llegat de Yogananda està justificat amb l'ús de l'eslògan «El Llibre que va Canviar les Vides de Milions». Ha venut més de quatre milions de còpies i conitnua". En 2006, l'editor, Self-Realization Fellowship, va commemorar el 60è aniversari d'Autobiografia d'un Iogui "amb una sèrie de projectes dissenyats per promoure el llegat de l'home que milers de deixebles encara mencionen com a 'mestre'."

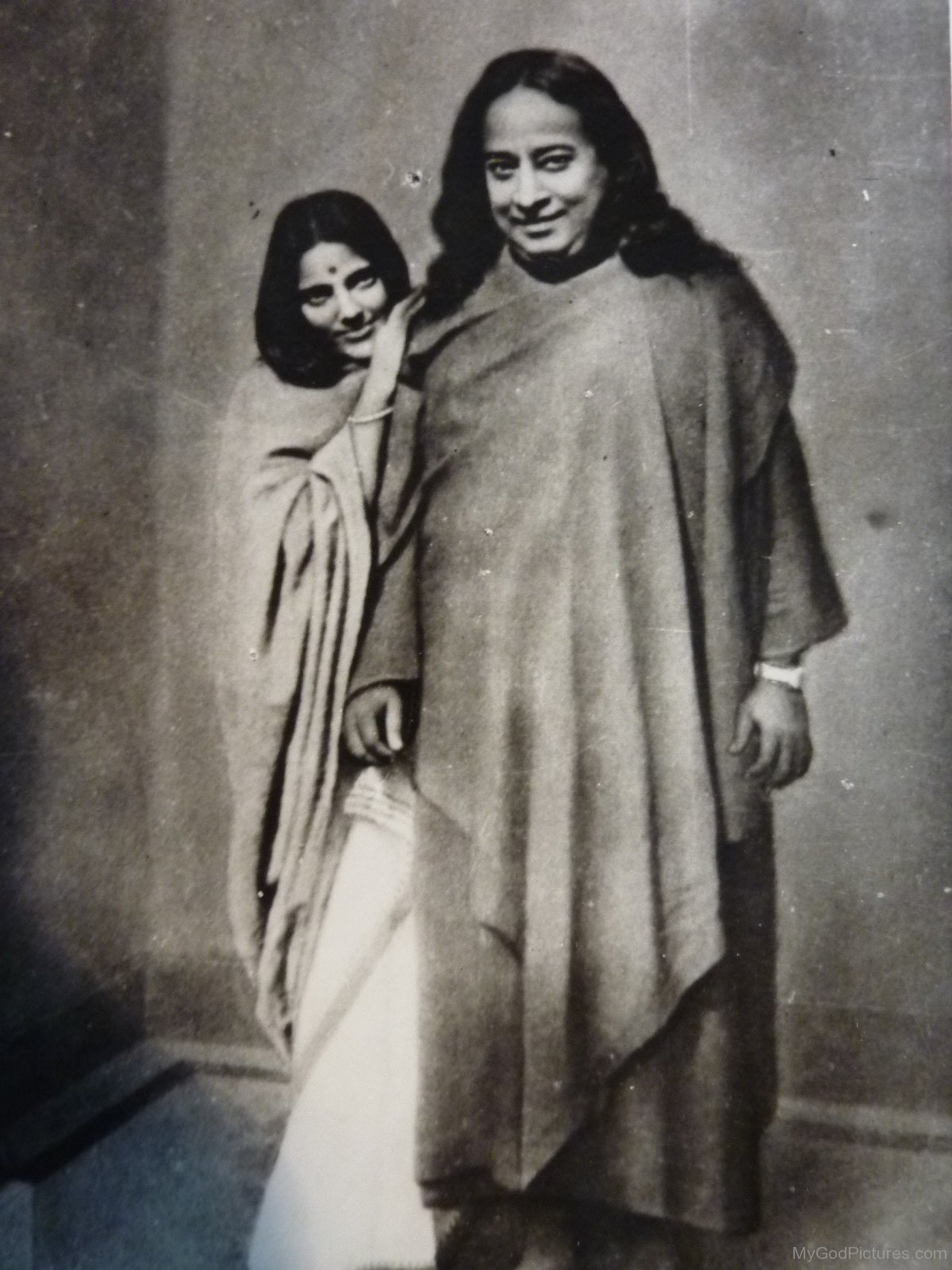
Yogananda amb Anandamayi Ma (1910)

Autobiografia d'un Iogui la recerca espiritual de Yogananda de la il·luminació, així com encontres amb figures espirituals notables com Therese Neumann, Anandamayi Ma, Vishuddhananda Paramahansa, Mohandas Gandhi, el premi Nobel de Litertura Rabindranath Tagore, el notable botànic Luther Burbank (el llibre està 'Dedicat a la Memòria de Luther Burbank, Un Sant americà'), el famós científic indi Sir Jagadish Chandra Bose i premi Nobel de física Sir C. V. Raman. Un capítol destacable d'aquest llibre és "La Llei dels Miracles", on dona explicacions científiques per descriure fets aparentment miraculosos. Escriu: "la paraula 'impossible' està esdevenint menys prominent dins el vocabulari de l'home."
L'Autobiografia ha estat una inspiració per moltes persones incloent George Harrison, Ravi Shankar i Steve Jobs. En el llibre Steve Jobs: Una Biografia l'autor escriu que Jobs va llegir per primer cop Autobiografia quan era un adolescent. El va rellegir a l'Índia i més endavant mentre es preparava per un viatge, el va descarregar al seu iPad2 i des d'aleshores el rellegia una vegada a l'any.

## Afirmacions sobre la incorruptibilitat del cos
Segons una entrevista a la revista Time del 4 d'agost de 1952, Harry T. Rowe, Director de la morgue del Forest Lawn Memorial Park de Glendale (Califòrnia), on es va recepcionar, embalsamar i inhumar el cos de Yogananda, va escriure en una carta certificada davant notari:
L'absència de qualsevol senyal visible de descomposició en el cadàver de Paramahansa Yogananda ofereix el cas més extraordinari de la nostra experiència... No era visible cap desintegració física en el seu cos fins i tot vint dies després de la seva mort... No hi havia cap indici visible de floridura en la seva pell, i no hi havia cap sequedat visible en els seus teixits. Aquest estat de conservació perfecta d'un cos, pel que coneixem dels registres mortuoris històrics, no té comparació... Del seu cos no emanava cap olor de descomposició en cap moment...

Amb motiu de les dues afirmacions de la carta de Rowe s'ha qüestionat si el terme "incorruptibilitat" és apropiat. En primer lloc, en el seu quart paràgraf va escriure: "Per protecció de la salut pública, l'embalsamament és desitjable si un cadàver s'ha d'exposar durant diversos dies en públic. L'embalsamament del cos de Paramhansa Yogananda va tenir lloc 24 hores després de la seva defunció." En l'onzè paràgraf va escriure: "A última hora del matí del 26 de març, vam observar un canvi molt lleu, a penes visible – l'aparició en la punta del nas d'una taca marró, d'un diàmetre d'aproximadament un quart de polzada. Aquesta petita taca indicava que el procés de dessecació finalment podria estar començant. Tanmateix no hi va aparèixer cap signe visible de floridura."
Com a Director de la morgue de Forest Lawn, Rowe estava professionalment qualificat per poder distingir allò excepcional del normal. Continuava en els paràgrafs catorze i quinze: "L'aspecte físic de Paramahansa Yogananda el 27 de març just abans de col·locar la coberta de bronze del taüt, era el mateix que el que tenia el 7 de març. El seu aspecte del 27 de març era tan fresc i sense signes de putrefacció con tenia la nit de la seva mort. El 27 de març no hi hi havia cap raó per dir que el seu cos hagués patit cap desintegració física en absolut. Per aquesta raó declarem un altre cop que el cas de Paramahansa Yogananda és únic en la nostra experiència. L'11 de maig de 1952, durant una conversa telefònica entre un agent de Forest Lawn i un agent de la Self-Realization Fellowship, es va fer pública per primer cop aquesta història increïble."
La Self-Realization Fellowship va publicar la carta de quatre pàgines de Rowe registrada davant notari en el número de maig-juny de 1952 de la seva publicació Self-Realization. Des de 1958 s'ha inclòs en el llibret de l'organització Paramahansa Yogananda: In Memoriam.
La ubicació de la cripta Yogananda és en el Gran Mausoleu, Santuari de Golden Slumber, Cripta del Mausoleu 13857, Forest Lawn Memorial Park (Glendale).

## Llegat

### Self-Realization Fellowship i la Yogoda Satsanga Society of India
La Yogoda Satsanga Society of India (YSS) és una organització religiosa sense ànim de lucre fundada per Yogananda el 1917. En països de fora del subcontinent indi es coneix com a Self-Realization Fellowship (SRF; Fraternitat de l'autoconsciència). La difusió de les ensenyances de Yogananda es continua a través d'aquesta organització. Yogananda va fundar la Yogoda Satsanga Society of India l'any 1917, i va iniciar la seva expansió als Estats Units el 1920, sota el nom de Self-Realization Fellowship. L'any 1935 la va incorporar legalment en els EUA per fer-la servir com a instrument per a la conservació i divulgació arreu de les seves ensenyances. Yogananda va expressar aquesta intenció un altre cop l'any 1939 en la seva revista Inner Culture for Self-Realization que va publicar a través de la seva organització:
Paramahansa Swami Yogananda va renunciar a tots els seus drets de propietat en la Self-Realization Fellowship quan va es va incorporar com a organització religiosa sense ànim de lucre sota les lleis de Califòrnia el 29 de març de 1935. En aquell moment va cedir a la Fraternitat tot els seus drets i va renunciar als ingressos provinents de la venda dels seus llibres, escrits, revistes, conferències, classes, propietats, automòbils i totes les seves altres possessions...
La YSS/SRF té la seu a Los Angeles i ha crescut per incloure més de 500 temples i centres arreu del món. Té membres en més de 175 països incloent la Self-Realization Fellowship Lake Shrine. A l'Índia i als països del seu entorn, les ensenyances de Paramahansa Yogananda són divulgades per la YSS, que té més de 100 centres, retirs, i àixrams. Rajarsi Janakananda fou designat per Yogananda per esdevenir el President de la YSS/SRF després del seu traspàs. Daya Mata, un líder religiós i deixeble directe de Yogananda, fou el cap de la Self-Realization Fellowship/Yogoda Satsanga Society of India entre 1955 i 2010. Segons Linda Johnsen, en l'actualitat hi ha una nova onada liderada per les dones, ja que alguns importants gurús indi han passat la seva responsabilitat espiritual a dones, incloent el relleu entre Yogananda i l'estatunidenca Daya Mata i posteriorment a Mrinalini Mata. Mrinalini Mata, una deixebla directa de Yogananda, fou la presidenta i cap espiritual de la Self-Realization Fellowship/Yogoda Satsanga Society of India des del 9 de gener de 2011 fins a la seva mort el 3 d'agost de 2017. També fou personalment escollida i entrenada per Yogananda per ajudar a dirigir guiar la divulgació de les seves ensenyances després de la seva mort. El 30 d'agost de 2017, el Germà Chidananda fou escollit com el següent president en un vot unànime de la Junta directiva de la SRF.

### Segells commemoratius d'Índia

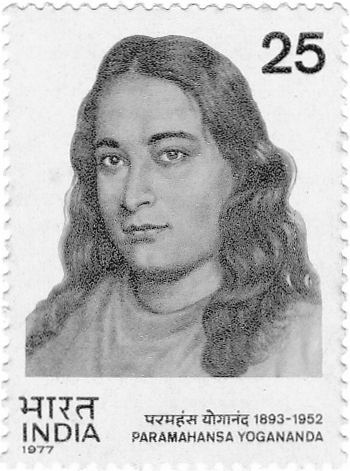
Un segell de l'Índia de 1977

L'Índia va emetre un segell commemoratiu en honor de Yogananda l'any 1977. "El departament de Correus va emetre un segell de correus en commemoració del 25è aniversari de la mort de Yogananda, en record de les seves contribucions a l'elevació espiritual de la humanitat. "L'ideal de l'amor per Déu i servei a la humanitat troben una expressió plena en la vida de Paramahansa Yogananda. Encara que la major part de la seva vida va viure fora de l'Índia, encara té el seu lloc entre els nostres grans sants. La seva feina continua creixent i brillant d'una forma encara més lluminosa, guiant persones de tot arreu pel camí del pelegrinatge de l'Esperit."

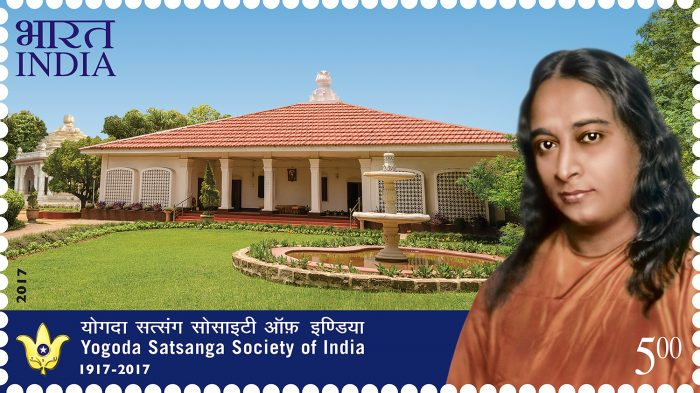
Un segell d'India de 2017, amb el Yogoda Satsanga Sakha Math de Ranchi al fons

El 7 de març de 2017, el Primer Ministre d'Índia Narendra Modi va emetre un altre segell de correus commemoratiu en honor del centenari de la Yogoda Satsanga Society of India. El Primer Ministre Modi, en una compareixença al centre Vigyan Bhawan de Nova Delhi, va agrair Yogananda per difondre el missatge de l'espiritualitat de l'Índia en l'exterior. Va dir que, encara que Yogananda va deixar l'Índia per estendre el seu missatge, sempre va quedar connectat amb India.

### Visita de Ram Nath Kovind, President de l'Índia
El 15 de novembre de 2017, el President de l'Índia, Ram Nath Kovind, acompanyat pel Governador de Jharkhand Draupadi Murmu i el Ministre en Cap de Jharkhand Raghubar Das, van visitar l'Àixram de Ranchi de la Yogoda Satsanga Society of India, en honor de la publicació oficial de la traducció al hindi del llibre de Yogananda God Talks with Arjuna: The Bhagavad Gita. El Germà Chidananda, president de la SRF/YSS, juntament amb un contingent de religiosos de la YSS i de la SRF, van rebre i honorar els dirigents polítics. Aquesta reunió va tenir lloc durant la Sharad Sangam (Convenció Anual) de la YSS de 2017, que commemorava el centenari de la YSS (1917–2017).

El President Kovind va dir:
El missatge de Paramahansa Yogananda és un missatge d'espiritualitat. Anant més enllà dels límits de la religió, el seu és un missatge de respecte vers totes les religions; la seva perspectiva és de fraternitat mundial.
A través de la publicació d'aquesta publicació en hindi, les ensenyances sobre la saviesa implícites en aquest llibre, els quals són de molta assistència en vida diària, s'han fet ara disponibles a un públic molt ampli. Va expressar l'esperança que “els milions de persones seran capaços de conèixer-se millor a si mateixos, i a reconèixer la manera de fer millors les seves vides, a través del comentari de Gita sobre Paramahansa Yogananda, ara que està disponible en hindi.

Paramahansa Yogananda també ha causat una gran impressió en la generació jove d'avui en dia, la qual està envoltada pel materialisme i la competència. […] Aquest és un llibre molt conegut, i penso la majoria de vosaltres l'heu llegit; jo també he tingut aquesta oportunitat. Aquest llibre il·lumina el camí correcte que tothom hem de seguir en la vida.

## Deixebles directes
- Daya Mata
- Rajarsi Janakananda
- Kriyananda (James Donald Walters)
- Roy Eugene Davis

### 1965
- Prayers of a Master for His Disciples, Paramahansa Yogananda, Self-Realization Fellowship, 1965, ISBN 978-0-87612-350-8, paperback

### Dècada de 1980
- Man's Eternal Quest, Paramahansa Yogananda, Collected Talks and Essays on Realizing God in Daily Life, Volume I, Self-Realization Fellowship, 1982, ISBN 978-0876122327, paperback and hardback
- The Law of Success, Paramahansa Yogananda, Self-Realization Fellowship, 1982, ISBN 978-0-87612-150-4, paperback
- How You Can Talk With God, Paramahansa Yogananda, Self-Realization Fellowship, 1985, ISBN 978-0-87612-160-3, paperback
- Scientific Healing Affirmations, Paramahansa Yogananda, Self-Realization Fellowship, 1986, ISBN 978-0-87612-144-3, paperback and hardback
- The Science of Religion, Paramahansa Yogananda, Self-Realization Fellowship, 1986, ISBN 978-0-87612-005-7, paperback

### Dècada de 1990
- Sayings of Paramahansa Yogananda, Paramahansa Yogananda, Self-Realization Fellowship, 1995, ISBN 978-0-87612-116-0, paperback and hardback
- Songs of the Soul, Paramahansa Yogananda, Self-Realization Fellowship, 1995, ISBN 978-0-87612-251-8, hardback
- The Second Coming of Christ, two volumes, Paramahansa Yogananda, Self-Realization Fellowship, 1996, ISBN 978-0-87612-557-1, paperback and hardback
- Wine of The Mystic, Paramahansa Yogananda, Self-Realization Fellowship, 1996, ISBN 978-0-87612-226-6, paperback
- In the Sanctuary of the Soul, Paramahansa Yogananda, Self-Realization Fellowship, 1998, ISBN 978-0-87612-171-9, hardback
- Two Frogs in Trouble, Fable, Paramahansa Yogananda, Self-Realization Fellowship, 1998, ISBN 978-0-87612-351-5, paperback
- Inner Peace, Paramahansa Yogananda, Self-Realization Fellowship, 1999, ISBN 978-0-87612-010-1, hardback

### Dècada de 2000
- God Talks With Arjuna: The Bhagavad Gita, from Paramahansa Yogananda, Self-Realization Fellowship, 2002, ISBN 978-0-87612-031-6, paperback and hardback
- To Be Victorious in Life, Paramahansa Yogananda, Self-Realization Fellowship, 2002, ISBN 978-0-87612-456-7, paperback
- Why God Permits Evil and How to Rise Above It, Paramahansa Yogananda, Self-Realization Fellowship, 2002, ISBN 978-0-87612-461-1, paperback
- Living Fearlessly, Paramahansa Yogananda, Self-Realization Fellowship, 2003, ISBN 978-0-87612-469-7, paperback
- Autobiography of a Yogi, Paramahansa Yogananda, Self-Realization Fellowship, 2004, ISBN 978-0-87612-079-8, paperback and hardback, available in fifty languages
- The Divine Romance, Paramahansa Yogananda Collected Talks and Essays on Realizing God in Daily Life, Volume II, Self-Realization Fellowship, 2004, ISBN 978-0-87612-241-9, paperback and hardback
- Spiritual Diary, Paramahansa Yogananda, Self Realization Fellowship, 2005, ISBN  978-0876120231, paperback
- Metaphysical Meditations, Paramahansa Yogananda, Self-Realization Fellowship, 2005, ISBN 978-0876120415, paperback and hardback
- The Yoga of the Bhagavad Gita, compression from the two volumes of God Talks With Arjuna: The Bhagavad Gita, Paramahansa Yogananda, Self-Realization Fellowship, 2007, ISBN 978-0-87612-033-0, paperback
- The Yoga of Jesus, compression from the two volumes of The Second Coming of Christ, Paramahansa Yogananda, Self-Realization Fellowship, 2007, ISBN 978-0-87612-556-4, paperback
- Journey to Self-realization, Paramahansa Yogananda Collected Talks and Essays on Realizing God in Daily Life, Volume III, Self-Realization Fellowship, 2009, ISBN 978-0-87612-256-3, paperback and hardback
- Whispers from Eternity, Paramahansa Yogananda, Self-Realization Fellowship, 2009, ISBN 978-0-87612-105-4, paperback and hardback
- Answered Prayers, series of "How-to-Live" booklet, Paramahansa Yogananda, Self-Realization Fellowship, 2009, ISBN 978-0-87612-388-1
- Focusing the Power of Attention for Success, series of "How-to-Live" booklet, Paramahansa Yogananda, Self-Realization Fellowship,2009 ISBN 978-81-89535-38-4
- Harmonizing Physical, Mental, and Spiritual Methods of Healing, series of "How-to-Live" booklet, Paramahansa Yogananda, Self-Realization Fellowship, 2009, ISBN 978-0-87612-367-6
- Healing by God's Unlimited Power, series of "How-to-Live" booklet, Paramahansa Yogananda, Self-Realization Fellowship, 2009 ISBN 978-0-87612-391-1
- How to Cultivate Divine Love, series of "How-to-Live" booklet, Paramahansa Yogananda, Self-Realization Fellowship, 2009 ISBN 978-0-87612-381-2
- Remoulding Your Life , series of "How-to-Live" booklet, Paramahansa Yogananda, Self-Realization Fellowship, 2009, ISBN 978-0-87612-399-7
- Where Are Our Departed Loved Ones?, series of "How-to-Live" booklet, Paramahansa Yogananda, Self-Realization Fellowship, 2009, ISBN 978-0-87612-405-5
- World Crisis, series of "How-to-Live" booklet, Paramahansa Yogananda, Self-Realization Fellowship, 2009, ISBN 978-0-87612-375-1

### Dècada de 2010
- Where There Is Light, Paramahansa Yogananda, Self-Realization Fellowship, 2016, ISBN 978-0-87612-720-9, paperback and hardback

### General
- Boston Meditation Group Historical Committee. In The Footsteps of Paramahansa Yogananda: A guidebook to the places in and around Boston associated with Yoganandaji, 1989.
- Bowden, Henry Warner. Dictionary of American Religious Biography.  Greenwood Press, 1993. ISBN 978-0-313-27825-9.
- Daya, Mata. Finding the Joy Within.  Self-Realization Fellowship, 1990. ISBN 978-0-87612-288-4.
- Forest Lawn Memorial Park; Harry T. Rowe; Mortuary Director Paramahansa Yogananda's Complete Mortuary Report, 16 maig 1952.
- Ghosh, Sananda Lal. Mejda: The Family and the Early Life of Paramahansa Yogananda.  Self-Realization Fellowship Publishers, 1980. ISBN 978-0-87612-265-5.
- Goldberg, Philip. The Autobiography of a Yogi: A Tribute to Yogananda.  Huff Post Religion, 2012.
- Goldberg, Philip. American Veda.  Harmony; 1 edition (2 November 2010): 109, 2012.
- Isaacson, Walter. Steve Jobs: A Biography.  Simon & Schuster, 2001. ISBN 978-1-4516-4853-9.
- Jordan, Frank C., Secretary of State of California. Articles of Incorporation of the Self Realization Fellowship Church.  Los Angeles CA: State of California, 1935.
- Kress, Michael «Meditation is the Message». Publishers Weekly. Cahners Business Information, a division of Reed Elsevier [Nova York], 26-03-2001.
- Kriyananda, Swami. The Path: Autobiography of a Western Yogi.  Crystal Clarity Publishers, 1977. ISBN 978-0-916124-11-3.
- J. Gordon Melton, Martin Baumann. Religions of the World: A Comprehensive Encyclopedia of Beliefs and Practices.  ABC-CLIO, 2010. ISBN 9781598842043.
- Miller, Timothy. America's Alternative Religions.  Borrego Publications; 1st edition (1991), 1995. ISBN 978-0-7914-2397-4.
- Mrinalini Mata. Self-Realization Magazine: The Blessings of Kriya Yoga in Everyday Life.  Los Angeles, CA: Self-Realization Fellowship, 2011.
- Rosser, Brenda Lewis. Treasures Against Time: Paramahansa Yogananda with Doctor and Mrs. Lewis. 2ª edició.  Borrego Springs, CA: Borrego Publications, 2001. ISBN 978-0-9629016-1-4.
- «Paramahansa Yogananda's Mortuary Report».   Forest Lawn Memorial Park.
- Self-Realization Fellowship. Inner Culture for Self-Realization.  Los Angeles, CA: Volume 12, page 30, 1939.
- Self-Realization Fellowship. Self-Realization Magazine.  Los Angeles, CA: Volume 24, No. 22, 1952.
- «Self-Realization Fellowship website». [Consulta: 24 novembre 2011].
- Sahagun, Louis «Guru's Followers Mark Legacy of a Star's Teachings». Los Angeles Times, 06-08-2006.
- Thomas, Wendell. Hinduism Invades America.  New York, NY: The Beacon Press, Inc., 1930.
- Yogananda, Paramahansa. Autobiography of a Yogi.  Los Angeles, CA: Self-Realization Fellowship, 1997. ISBN 978-0-87612-086-6.
- Yogananda, Paramahansa. God Talks With Arjuna – The Bhagavad Gita.  Los Angeles, CA: Self-Realization Fellowship, 1995. ISBN 978-0-87612-030-9.
- Yogananda, Paramahansa. Journey to Self-Realization, Discovering the Gifts of the Soul.  Los Angeles, CA: Self-Realization Fellowship, 1997. ISBN 978-0-87612-255-6.
- Zaleski, Philip. The 100 Best Spiritual Books of the Century.  San Francisco: Harper Collins, 1984.